# Pieni Ylijärvi
Pieni Ylijärvi är en sjö i Finland. Den ligger i kommunen Kuhmo i landskapet Kajanaland, i den östra delen av landet, 500 km nordost om huvudstaden Helsingfors. Pieni Ylijärvi ligger 228 meter över havet. Arean är 17,1 hektar och strandlinjen är 2,41 kilometer lång. Sjön  ingår i Uleälvens huvudavrinningsområde.   
I övrigt finns följande vid Pieni Ylijärvi:
- Iso Ylijärvi (en sjö)